# Paratrichius fujiokae
Paratrichius fujiokae är en skalbaggsart som beskrevs av Iwase 2005. Paratrichius fujiokae ingår i släktet Paratrichius och familjen Cetoniidae. Inga underarter finns listade i Catalogue of Life.